# Manolo (Fußballfan)
Manolo (* 1. August 1938 in Adana; † 30. April 2008 in Mönchengladbach; eigentlicher Name Ethem Özerenler) war ein deutschlandweit bekannter türkischer Fußballfan. Er wurde als der „Trommler vom Bökelberg“ zu einer Ikone. In Anlehnung an den berühmten spanischen Fußballfan Manolo el del Bombo nannten ihn die Fans „Manolo“, er selbst nahm diesen Spitznamen voller Stolz an.
„Manolo“ war der erste „Offizielle Trommler und Einpeitscher“ in der Bundesliga überhaupt. Der gebürtige Türke kam 1968 nach Deutschland, wo er in Mönchengladbach in einer Spinnerei arbeitete. Von 1977 bis 2002 feuerte er regelmäßig von der Nordkurve aus trommelnd die Mannschaft von Borussia Mönchengladbach an. Er hatte einen festen Platz auf dem Innenzaun, zuletzt einen eigens seinetwegen installierten „Hochsitz“ im Bökelbergstadion, und galt als Inbegriff eines Fußballfans und frühe Leitfigur der Borussia-Fans. Nachdem er 2002 schwer erkrankte, besuchte „Manolo“ nur noch selten die Spiele der Borussia. Ethem Özerenler musste seit 2003 betreut werden und starb am 30. April 2008 in Mönchengladbach-Neuwerk. Borussia Mönchengladbach übernahm die Rückführung des Leichnams in die Geburtsstadt Manolos. 
Ein Zeichen der Wertschätzung war, dass Borussia Mönchengladbach am 4. Mai 2008, dem 31. Spieltag der Zweitligasaison 2007/08, im Spiel gegen Kickers Offenbach Trauerflor trug.